# Trygve Byman
Trygve Karsten Andersen Byman (ur. 27 sierpnia 1909, zm. 13 listopada 1985) – norweski zapaśnik walczący przeważnie w stylu klasycznym. Brązowy medalista mistrzostw świata w 1950 roku.
Mistrz Norwegii w latach 1948-1951.